# Дів'яка
Дівяка (алб. Divjakë, Divjaka) — місто на заході Албанії, розташоване в окрузі Люшня області Фієрі. Центр муніципалітету.
Назва Дівяка згадується вперше в османських документах від 1441 року, коли село з такою назвою належало Dhimiter Prespa, з 1450 входило до складу Османської імперії. До 1912 у місті працювала грецька школа. У даний час більшість мешканців міста є православними.
На відстані 5 км від Дівяки знаходиться один з найбільших і найпривабливіших туристичних пляжів Албанії. Між містом і морем знаходиться Національний парк Divjaka-Karavasta, який включає до себе лагуну Караваста і сосновий ліс на узбережжі. На додаток до найбільшої колонії пеліканів в Албанії (Pelecanus crispus), у цій місцевості водяться 29 видів птахів.